# The Jackson Five
The Jackson Five (auch The Jackson 5) und ab 1976 The Jacksons ist eine US-amerikanische Soul-Band, die in den 1970er Jahren ihre größten Erfolge feierte. Die Band wurde 1964 von Joseph Jackson gegründet und bestand aus seinen Söhnen. Der Leadsänger war Michael Jackson, der später eine weltweit erfolgreiche Solokarriere startete. 

## Musikalischer Werdegang

### Anfänge und Erfolge
Die Band wurde 1964 als The Jackson Brothers von Joseph Jackson gegründet und bestand zunächst aus dessen Söhnen Jackie, Tito und Jermaine Jackson. Deren Brüder Marlon und Michael stießen 1966 hinzu, woraufhin die Band in The Jackson Five umbenannt wurde. Der damals siebenjährige Michael wurde Leadsänger.
Schnell konnten die Jackson Five erste kleine Erfolge feiern, darunter auch Siege bei mehreren Talentwettbewerben. Kurze Zeit später erhielten sie einen ersten Plattenvertrag bei dem kleinen Label Steeltown Records. Radiosender spielten aber erste Songs wie Big Boy kaum, so dass ihre erste Platte 1968 bei Steeltown auch die letzte blieb.
1969 folgte ein Plattenvertrag mit dem neben Stax Records damals wichtigsten US-amerikanischen Soul-Label Motown und am 14. Dezember 1969 ein Auftritt in der Ed-Sullivan-Show, der den Jacksons den nationalen Durchbruch brachte. Gleich der erste Hit I Want You Back, mit insgesamt zwei Millionen verkauften Platten, belegte Platz eins der US-Billboard-Charts, wie auch die drei folgenden Songs ABC, The Love You Save und I’ll Be There.
Anfang der 1970er gingen die Jackson Five erstmals auf Welttournee. Insgesamt veröffentlichten sie bis Mitte 1975 bei Motown 13 Alben.

### Trennung von Motown und Namensänderung
Nach der Trennung von Motown erhielten sie im Frühjahr 1976 bei Epic Records einen neuen Plattenvertrag und nannten sich von da an The Jacksons, da die alten Namensrechte noch bei Motown lagen. Jermaine blieb bei Motown und wurde durch Randy ersetzt. Motown war dafür bekannt, Songs ausschließlich von professionellen Songwritern schreiben zu lassen. Die Brüder hatten bei Epic die Möglichkeit, selbst kreativ zu sein.
Mit Show You the Way to Go hatten sie ihren einzigen Nummer-eins-Hit bei Epic, dafür waren die Welttourneen Ende der 1970er und Anfang der 1980er Jahre bahnbrechend. Die Lieder der Jacksons waren zwar nicht mehr die Chartstürmer wie früher, aber dennoch weltweit erfolgreich.
1984 kehrte Jermaine zu den Jacksons zurück. Von Juli bis Dezember 1984 unternahm die Gruppe nochmals eine Tour zum Album Victory durch die USA. Kurz nach dem Ende dieser Tour erklärte Michael, der seine Toureinnahmen Wohltätigkeitsorganisationen spendete, seinen Rücktritt von den Jacksons, was auch den Anfang vom Ende der Jacksons einläutete. Randy, Jermaine, Jackie und Tito veröffentlichten im Mai 1989 mit 2300 Jackson Street ein letztes gemeinsames Album der Jacksons.
Im September 2001 feierte Michael Jackson sein 30-jähriges Bühnenjubiläum als Solokünstler mit zwei Shows im New Yorker Madison Square Garden. Hierbei fand ein vielbeachteter Auftritt der Jacksons statt, u. a. mit einer Performance mit *NSYNC zu dem Song Dancing Machine.
2011 nahmen The Jacksons, nur noch zu dritt, eine Single mit der japanischen Künstlerin AI auf. Der Song Letter in the Sky erschien im Dezember 2011 auf der Single Happiness/Letter in the Sky.

### Gegenwart
Insgesamt verkauften sie zwischen 1969 und 1989 über 100 Millionen Platten. 1997 wurden sie in die Rock and Roll Hall of Fame aufgenommen. Bis heute verdienen die Jacksons jährlich rund 50 Millionen US-Dollar mit ihren Songs, mit Covertiteln, Kompilationen und sonstigen Vermarktungsrechten. Es gibt keine erfolgreichere Black-Music-Group, titelte die Fachzeitschrift Rolling Stone im Jahr 2002.

## Zeitleiste der Bandgeschichte
|            | Jackie Jackson   | 1964–1989 | 1964–1989 | 1964–1989 | 1964–1989 | 1964–1989 | 1964–1989 | 1964–1989 |  | Ab 2012 |  |  |  |  |
| Verstorben | Tito Jackson     | 1964–1989 | 1964–1989 | 1964–1989 | 1964–1989 | 1964–1989 | 1964–1989 | 1964–1989 |  | Ab 2012 |  |  |  |  |
|            | Marlon Jackson   |           | 1966–1985 | 1966–1985 | 1966–1985 | 1966–1985 | 1966–1985 |           |  | Ab 2012 |  |  |  |  |
|            | Jermaine Jackson | 1964–1975 | 1964–1975 | 1964–1975 |           | 1984–1989 | 1984–1989 | 1984–1989 |  | Ab 2012 |  |  |  |  |
| Verstorben | Michael Jackson  |           | 1966–1984 | 1966–1984 | 1966–1984 | 1966–1984 |           |           |  |         |  |  |  |  |
|            | Randy Jackson    |           |           | 1975–1989 | 1975–1989 | 1975–1989 | 1975–1989 | 1975–1989 |  |         |  |  |  |  |

## Diskografie
Studioalben

| Jahr | Titel Musiklabel Katalog-Nr.                 | Höchstplatzierung, Gesamtwochen, AuszeichnungChartplatzierungen (Jahr, Titel, Musiklabel Katalog-Nr., Platzierungen, Wochen, Auszeichnungen, Anmerkungen) | Höchstplatzierung, Gesamtwochen, AuszeichnungChartplatzierungen (Jahr, Titel, Musiklabel Katalog-Nr., Platzierungen, Wochen, Auszeichnungen, Anmerkungen) | Höchstplatzierung, Gesamtwochen, AuszeichnungChartplatzierungen (Jahr, Titel, Musiklabel Katalog-Nr., Platzierungen, Wochen, Auszeichnungen, Anmerkungen) | Höchstplatzierung, Gesamtwochen, AuszeichnungChartplatzierungen (Jahr, Titel, Musiklabel Katalog-Nr., Platzierungen, Wochen, Auszeichnungen, Anmerkungen) | Höchstplatzierung, Gesamtwochen, AuszeichnungChartplatzierungen (Jahr, Titel, Musiklabel Katalog-Nr., Platzierungen, Wochen, Auszeichnungen, Anmerkungen) | Höchstplatzierung, Gesamtwochen, AuszeichnungChartplatzierungen (Jahr, Titel, Musiklabel Katalog-Nr., Platzierungen, Wochen, Auszeichnungen, Anmerkungen) | Anmerkungen |
| Jahr | Titel Musiklabel Katalog-Nr.                 | DE | AT | CH | UK | US | R&B | Anmerkungen |
| ---- | -------------------------------------------- | --- | --- | --- | --- | --- | --- | --- |
| 1969 | Diana Ross Presents the Jackson 5 Motown 700 | — | — | — | UK16 (4 Wo.)UK | US5 (32 Wo.)US | R&B1 (33 Wo.)R&B | Erstveröffentlichung: 18. Dezember 1969 The Jackson 5 Produzenten: Bobby Taylor, The Corporation                                                                                       |
| 1970 | ABC Motown 709                               | — | — | — | UK22 (5 Wo.)UK | US4 (50 Wo.)US | R&B1 (25 Wo.)R&B | Erstveröffentlichung: 8. Mai 1970 The Jackson 5 Produzenten: Hal Davis, The Corporation                                                                                                |
| 1970 | Third Album Motown 718                       | — | — | — | — | US4 (50 Wo.)US | R&B1 (35 Wo.)R&B | Erstveröffentlichung: 8. September 1970 The Jackson 5 Produzenten: Hal Davis, The Corporation                                                                                          |
| 1971 | Maybe Tomorrow Motown 735                    | — | — | — | — | US11 (41 Wo.)US | R&B1 (38 Wo.)R&B | Erstveröffentlichung: 12. April 1971 The Jackson 5 Produzent: Hal Davis |
| 1971 | Goin’ Back to Indiana Motown 742             | — | — | — | — | US16 (26 Wo.)US | R&B5 (19 Wo.)R&B | Erstveröffentlichung: 29. September 1971 The Jackson 5 Soundtrack zur gleichnamigen TV-Sendung Executive Producer: Berry Gordy                                                         |
| 1972 | Lookin’ Through the Windows Motown 750       | — | — | — | UK16 Silber · (8 Wo.)UK | US7 (33 Wo.)US | R&B3 (22 Wo.)R&B | Erstveröffentlichung: 23. Mai 1972 The Jackson 5 Produzenten: Hal Davis, The Corporation, Jerry Marcellino, Mel Larson, John Bristol                                                   |
| 1973 | Skywriter Motown 716                         | — | — | — | — | US44 (16 Wo.)US | R&B15 (13 Wo.)R&B | Erstveröffentlichung: 29. März 1973 The Jackson 5 Produzenten: Hal Davis, The Corporation, Mel Larson, Fonce Mizell, Freddie Perren, Deke Richards, Sherlie Matthews, Jerry Marcellino |
| 1973 | Get It Together Motown 783                   | — | — | — | — | US100 (29 Wo.)US | R&B4 (19 Wo.)R&B | Erstveröffentlichung: 12. September 1973 The Jackson 5 Produzent: Hal Davis |
| 1974 | Dancing Machine Motown 780                   | — | — | — | — | US16 (21 Wo.)US | — | Erstveröffentlichung: 5. September 1974 The Jackson 5 Produzenten: Hal Davis, Jerry Marcellino, Mel Larson                                                                             |
| 1975 | Moving Violation Motown 829                  | — | — | — | — | US36 (15 Wo.)US | R&B6 (17 Wo.)R&B | Erstveröffentlichung: 15. Mai 1975 The Jackson 5 Produzenten: Brian Holland, Hal Davis, Jerry Marcellino, Mel Larson                                                                   |
| 1976 | The Jacksons Epic 34229                      | — | — | — | UK53 Gold · (11 Wo.)UK | US36 Gold · (27 Wo.)US | R&B6 (27 Wo.)R&B | Erstveröffentlichung: 27. November 1976 The Jacksons Produzenten: Leon Huff, Kenny Gamble, Gene McFadden, John Whitehead, Dexter Wansel, The Jacksons, Victor Carstarphen              |
| 1977 | Goin’ Places Epic 34835                      | — | — | — | UK45 (1 Wo.)UK | US63 (11 Wo.)US | R&B11 (13 Wo.)R&B | Erstveröffentlichung: 8. Oktober 1977 The Jacksons Produzenten: Leon Huff, Kenny Gamble, Gene McFadden, John Whitehead, Dexter Wansel, The Jacksons, Victor Carstarphen                |
| 1978 | Destiny Epic 35552                           | — | — | — | UK33 (7 Wo.)UK | US11 Platin · (41 Wo.)US | R&B3 (45 Wo.)R&B | Erstveröffentlichung: November 1978 The Jacksons Produzenten: The Jacksons |
| 1980 | Triumph Epic 36424                           | — | — | — | UK13 Gold · (16 Wo.)UK | US10 Platin · (29 Wo.)US | R&B1 (39 Wo.)R&B | Erstveröffentlichung: Oktober 1980 The Jacksons Produzenten: The Jacksons, Greg Phillinganes                                                                                           |
| 1984 | Victory Epic 38945                           | DE5 (22 Wo.)DE | AT2 (10 Wo.)AT | CH4 (14 Wo.)CH | UK3 Gold · (13 Wo.)UK | US4 ×2Doppelplatin · (30 Wo.)US | R&B3 (28 Wo.)R&B | Erstveröffentlichung: 2. Juli 1984 The Jacksons Produzenten: Michael Jackson, Jackie Jackson                                                                                           |
| 1989 | 2300 Jackson Street Epic 40911               | DE21 (15 Wo.)DE | — | CH21 (4 Wo.)CH | UK39 (3 Wo.)UK | US59 (11 Wo.)US | R&B14 (23 Wo.)R&B | Erstveröffentlichung: 28. Mai 1989 The Jacksons Produzenten: The Jacksons, L.A. Reid, Babyface, Teddy Riley, Michael Omartian, Attala Zane Giles                                       |

grau schraffiert: keine Chartdaten aus diesem Jahr verfügbar

## TV
- 1971 bis 1973 – amerikanische Cartoon-Zeichentrickserie bei ABC
- 1976 – The Jacksons Fernsehshow
- 1992 – The Jacksons: An American Dream bei ABC